# Stronger (Dead by April)
Stronger è un album raccolta del gruppo musicale svedese Dead by April, pubblicato nel 2011.

## Tracce
1. Trapped (Heavier mix) – 3:06
2. Angels of Clarity (Heavier mix) – 3:39
3. Stronger (Heavier mix) – 3:58
4. My Saviour – 3:13
5. Leaves Falling – 3:23
6. Love Like Blood (cover dei Killing Joke) – 3:41
7. Angels of Clarity (Shawn "Clown" Crahan Remix) – 4:35
8. Losing You (Acoustic version) – 3:50
9. Promise Me (Acoustic version) – 3:13
10. More Than Yesterday (Demo version) – 3:29

Traccia bonus dell'edizione iTunes
1. Stronger (Heavier Mix, Videoclip) – 4:00